# Hans Joachim von Brederlow

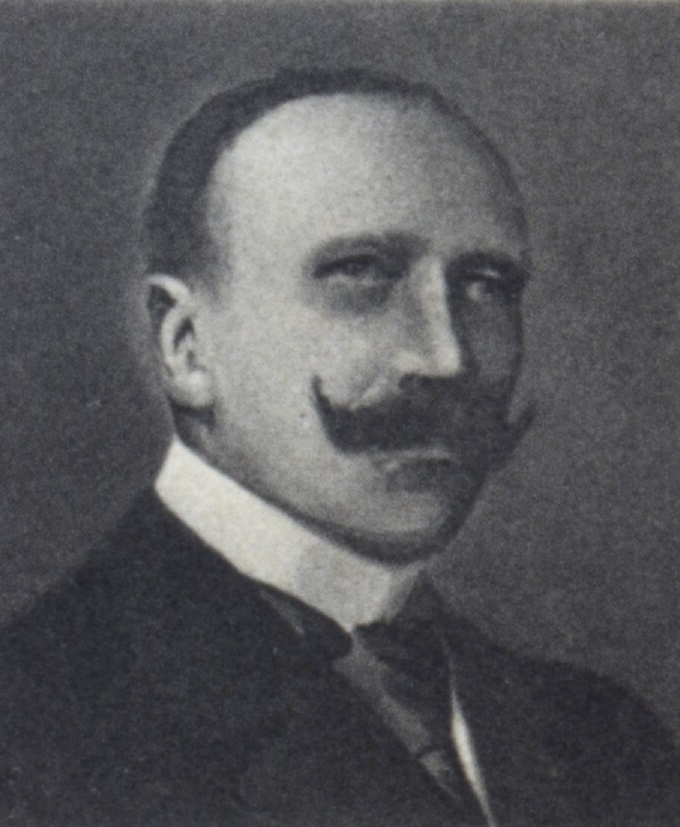
Hans Joachim von Brederlow als Reichstagsabgeordneter 1912

Hans Joachim von Brederlow (* 25. November 1858 in Berlin; † 6. September 1920 in Bad Kissingen) war Majoratsbesitzer und Mitglied des Deutschen Reichstags.

## Herkunft
Er entstammte dem alten pommerschen Adelsgeschlecht von Brederlow. Seine Eltern waren Anton von Bredelow (1818–1861) und dessen Ehefrau Johanna Albertine Luise Anna Hiller von Gaertringen (* 1833). Sie war die Tochter des Kammerherren Rudolf Hiller von Gaertringen († 1866) und der Sophie von Motz. Nach dem Tod ihres Mannes heiratete die Witwe 1863 den späteren Generalleutnant Ludwig von Wittich (1818–1884).

## Leben
Brederlow besuchte die Universität Leipzig und die Forstakademie Eberswalde. Danach war er Majoratsbesitzer in Groß Saalau in Ostpreußen. Er war Rittmeister, Amtsvorsteher des Amtsbezirks Groß Saalau und Mitglied der Provinzialsynode von Ostpreußen. Er wurde ausgezeichnet mit dem Roten Adlerorden IV. Klasse und war Rechtsritter des Johanniterordens.
Von 1908 bis 1918 war er Mitglied des Preußischen Abgeordnetenhauses und von 1912 bis 1918 war er Mitglied des Deutschen Reichstags für den Reichstagswahlkreis Regierungsbezirk Königsberg 10 und die Deutschkonservative Partei.
Hans von Bredelow heiratete 1885 Natalie Gräfin Wintzingerode (1864–1946), Tochter des Landeshauptmanns und Grundbesitzers Wilko Levin Graf von Wintzingerode und dessen Ehefrau Marie Gräfin Keller. Aus der Ehe gingen drei Söhne und eine Tochter hervor. Im Majorat Groß Saalau folgte der älteste Sohn Hans Wittich von Brederlow (1886–1945).